# 安田财阀
安田财阀（日语：／ Yasuda Zaibatsu */?），是二战前日本的四大财阀之一，由富山县出身的安田善次郎创立之财阀集团，因在金融业始终保持着其他财阀难以匹敌的规模优势，被称为金融财阀。

## 沿革

### 始于市井

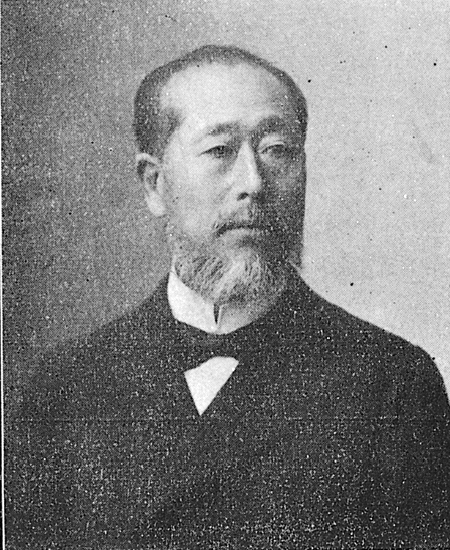
安田善次郎

1860年（万延元年），20岁的安田善次郎来到江户，当时的他只是个杂役。1866年（庆应2年），26岁的善次郎于日本桥日本橋小舟町开设了经营外币兑换业务的安田商店。
明治维新后，安田商店开始对当时市场信用不足、市场上无法与金属货币等值使用的太政官札提供金属货币的贷款业务，以此囤积了大量太政官札。1869年（明治2年），正金金札等价通用布告发布，规定正币与太政官札等额兑换，安田商店以太正官札兑换金银币获得暴利。1876年（明治9年），第三国立银行成立，与安田商店并列成为安田的左膀右臂。1880年（明治13年），安田商店改组为安田银行，即是日后的富士银行、瑞穗银行之前身。安田银行逐渐开始接受各官方部门的外汇兑换与储蓄业务，因能够无息使用官方资金参与金融运作，安田银行的业务规模与日俱增。

### 成为财阀
1887年（明治20年），安田保善社（即今安田不动产）成立，成为安田财阀的核心企业。此后安田财阀向银行业以外迅速扩张，开办了钏路矿山、钏路铁道、函馆仓库等企业。开采的硫磺大量出口到海外作为火药原料，也为安田财阀积累了更多的资本。1893年（明治26年），帝国海上保险成立，安田财阀再添保险业务。1894年（明治27年），共济五百名社改组为主营人身保险的共济生命保险。同年，海运公司安田搬运事务所开设。1896年（明治29年），主营不动产业务的东京建物成立。1897年（明治30年），主营钉子生产的安田制钉所成立，即是后来的安田工业。同年，三井财阀支系太平洋兴发之前身安田炭矿于钏路创办。1899年（明治32年），成立安田商事统筹管理安田财阀下属各业务部门，同年设立纺织企业西成纺织所。
1904年（明治37年），安田财阀被委托处理破产的松本财阀，尽管期望收益极低，政府仍以此乃“天皇的期待”强迫安田财阀处理此事。重组松本财阀的核心银行百三十银行时，安田财阀获得日本银行600万日元的特别贷款而受到舆论批评，不过最后安田财阀还清了日本银行的贷款本息，最终自己承担了27万日元亏损。

### 善次郎的离去

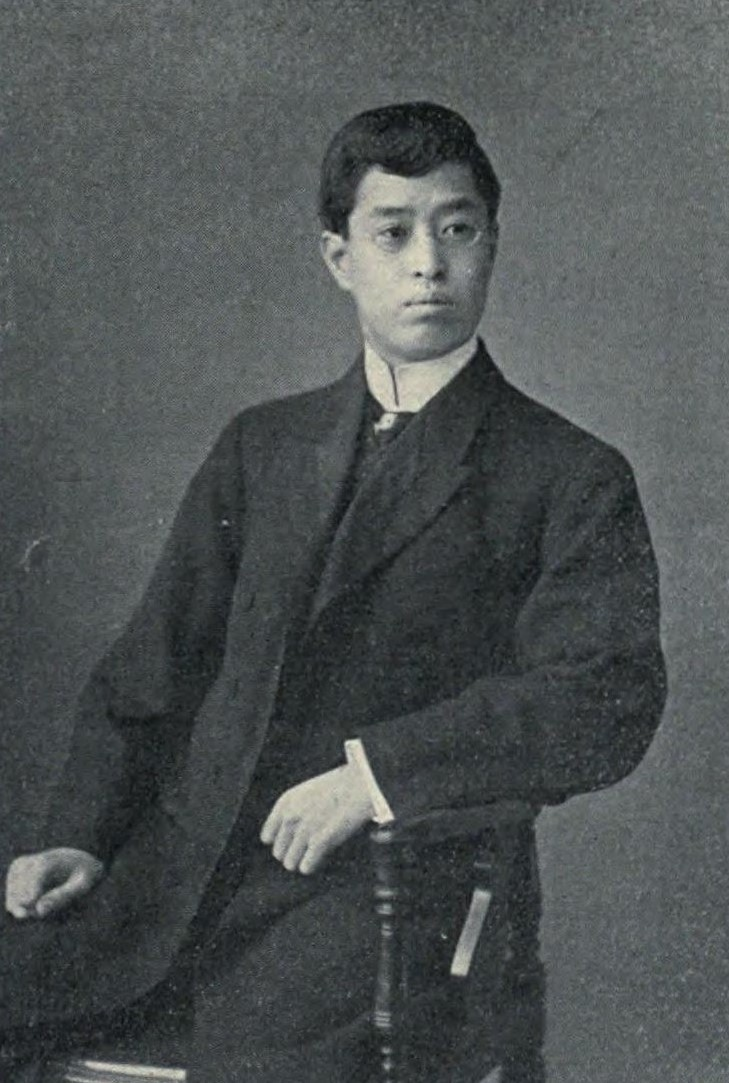
安田善之助

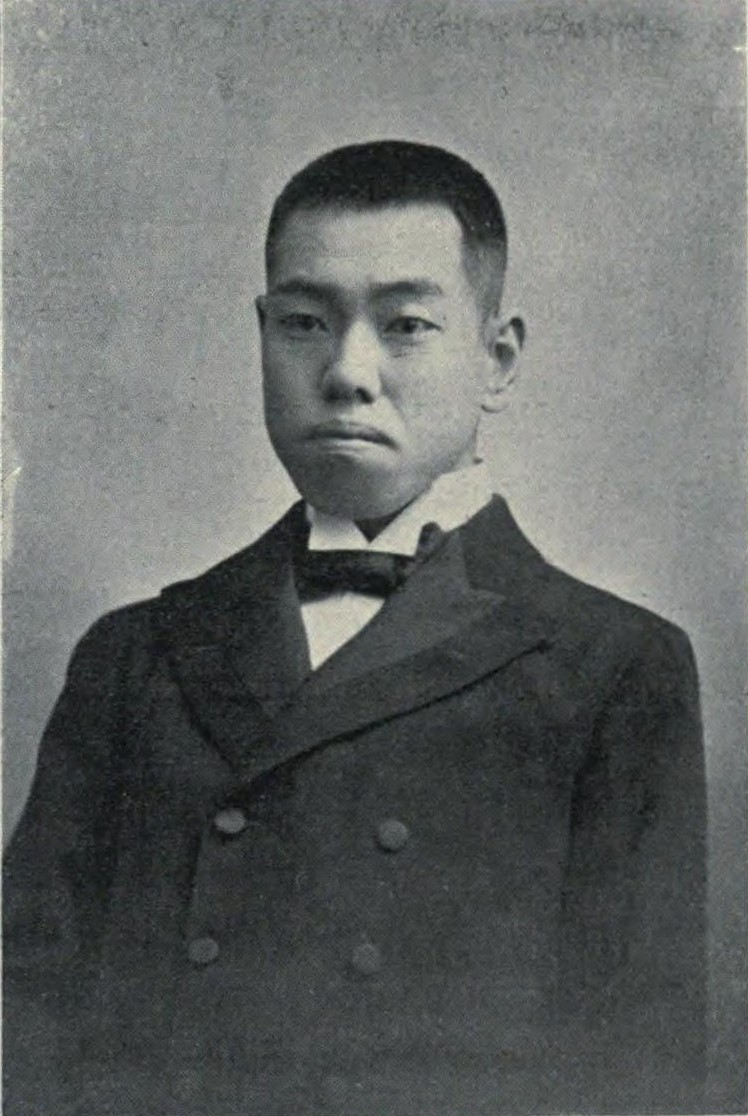
安田善三郎

1909年（明治42年），安田善次郎从一线隐退，财阀的一把手交予次女女婿安田善三郎（伊臣贞太郎）。1911年（明治44年），出于让安田银行近代化的意图，安田银行与安田商事合并为株式会社安田银行。然而因对是否将下属浅野财阀控制的日本钢管收为安田直属一事，善三郎与善次郎分歧颇大，善三郎主张强化对日本钢管的控制，而善次郎却希望给予自己的同乡浅野总一郎应有的尊重，二人不和愈演愈烈，最终以善三郎离开安田家为终。为解决善三郎离开后安田财阀群龙无首的局面，安田善次郎担任安田财阀理事一职，实行集体领导制。
1921年（大正10年），安田善次郎被刺杀，安田财阀再次陷入群龙无首的局面。善次郎的长子，安田善之助宣布袭名，成为第二代安田善次郎，并提拔日本银行大阪支店的结城丰太郎为番头。结城丰太郎对财阀内部进行改革，稳固了财阀旗下企业的行业地位，然而1929年（昭和4年），结城丰一郎因与安田家族矛盾而被解任，继任的为原台湾银行行长森广藏。1936年（昭和11年），善之助突然去世，其长子安田一继承安田保善社社长。1940年（昭和15年），森广藏辞去安田银行副行长一职，安田财阀逐渐转向以安田一为中心，直至日本战败。

### 财阀解体与企业联盟
1946年（昭和21年），基于“财阀解体”政策，安田保善社被驻日盟军司令部认定为财阀核心公司而强制解散。安田家族也被认定为财阀家族，被勒令冻结资产、放弃股权并限制在相关公司担任高级管理者。
然而，随着《旧金山和约》签订、日本恢复正常国家地位，安田家族的各项禁令被解除，随即建立了以安田银行继承者富士银行为中心的芙蓉集团。虽然安田财阀以企业联盟的形式“复活”，但它已不是家族企业了。

## 安田财阀主要企业

### 原安田财阀
- 瑞穗金融集团（原富士银行、第一劝业银行和日本兴业银行合并成立）[14]
  - 瑞穗银行（前述三行）
  - 瑞穗信托银行（原安田信托银行）[15]
  - 东京建物[16]
  - 安田不动产（日语：安田不動産）（原安田保善社之不动产业务部门）[17]
- 明治安田生命保险（继承原安田生命保险，但为三菱金曜会会员企业）[18]
- 日本损害保险（日语：損害保険ジャパン）（原安田火灾海上保险）[19]
- 东京海上控股[20]
  - 东京海上日动火灾保险（日语：東京海上日動火災保険）（继承原日动火灾海上保险，但为三菱金曜会会员企业）[21]
- 帝国纤维（日语：帝国繊維）[22]
- 日本精工（从安田制钉所中分离）
- 安田工业 （页面存档备份，存于）（原安田制钉所）[23]
- 安田仓库（日语：安田倉庫）[24]
- 四国银行（日语：四国銀行）[25]
- 大垣共立银行（日语：大垣共立銀行）[25]
- 肥后银行[25]
- Hulic（日语：ヒューリック）（原日本桥兴业、千秋商事）[26]

### 原浅野财阀
- 太平洋水泥（原浅野水泥、日本水泥） [27]
  - A&A材料（日语：エーアンドエーマテリアル）（原浅野石板瓦）[28] [27]
  - DC水泥（日语：デイ・シイ）（原日本高炉水泥、第一水泥） [29]
- 东亚建设工业（日语：東亜建設工業）（原鹤见填海、鹤见埋筑、东京湾填海、东亚港湾工业） [30] [31]
- JFE控股（原日本钢管）[32]
  - EXA（日语：エクサ (企業)）（1987年从日本钢管独立） [33]
  - JFE钢铁（原日本钢管） [32]
  - JFE工程（日语：JFEエンジニアリング）（原浅野造船所、鹤见制铁造船）[34]
  - 大阳日酸（日语：日本酸素ホールディングス）（原日本酸素，与三菱系大阳东洋酸素合并后，三菱化学控股成为主要股东）
- 常磐兴产（日语：常磐興産）（原磐城炭矿）[35]
- 冲电气工业[36]

### 二战融资军工企业
- 日产康采恩
  - 日冷（原日本冷藏）[37]
  - 日油（日语：日油）（与安田财阀关系密切）[38]
  - 日产汽车[39]

### 被其他集团并购企业
- 小凑铁道（原属安田财阀，战后隶属于京成电铁，但由于种种原因与同属芙蓉系的九十九里铁道（日语：九十九里鉄道）交叉持股）[40]

- 昭和海运（由芙蓉系日本油槽船与日产汽船合并，平成泡沫经济破裂后经营困难、由在兴业银行介入之下被日本邮船吸收）[41]

- 日之出汽船（现NYK散货，战前先后属大仓财阀（日语：大倉財閥）与浅野财阀，战后属芙蓉系，同样于平成泡沫破裂后被日本邮船吸收）[42]

- 平冈证券（新光证券（日语：新光証券）旗下公司，昭和后期被芙蓉系纳入旗下，因平成大萧条与次贷危机经营恶化，2002年由与瑞穗金融集团关联密切的蓝泽证券吸收）[43]

- 金石（现京瓷水晶设备（日语：京セラクリスタルデバイス）。原冲电气工业旗下水晶振动机制造商，出于经营考量母公司将股份全部交予主要客户京瓷，后通过证券交易成为京瓷全资子公司，2017年4月1日与京瓷合并）[44]

- 中國鐵道（1944年6月中国铁道旗下铁道相关股份售予铁道省，惟1930年设立的中铁巴士（日语：中鉄バス）仍于冈山县服务至今）

- 第二代水户铁道（前身为太田铁道，连接了水户市与久慈郡太田町，然经营不善被十五银行（日语：十五銀行）拍卖以抵债，[45]1907年安田财阀取得铁路全部股份，[46]1927年国有化为水郡線，公司解散[47]）[48]

## 原安田系国立银行

### 与安田银行合并的国立银行
- 第三国立银行（日语：第三国立銀行）（东京）
- 第六国立银行（福岛）
- 第九届国立银行（熊本）
- 第二十二国立银行（冈山）
- 第三十六国立银行（八王子）
- 第四十四国立银行（东京）
- 第五十八国立银行（大阪）
- 第八十二国立银行（鸟取）
- 第八十七国立银行（大桥）
- 第百三国立银行（山口）
- 第百十八国立银行（东京）
- 第百三十六国立银行（爱知） [49]

### 转为其他银行的国立银行
- 第十七国立银行（今福冈银行）
- 第三十七国立银行（今四国银行（日语：四国銀行））
- 第九十八国立银行（今千叶银行）
- 第百二十九国立银行（今大垣共立银行（日语：大垣共立銀行）） [50]

## 医院
安田诊疗所（1926年9月于千代田区大手町设立，今一般财团法人松翁会） 